# 安部村
安部村（あべそん）は、かつて鳥取県八頭郡にあった村。

## 歴史
- 1889年（明治22年）10月1日 - 町村制施行により、八東郡安井宿、新興寺村、小別府村、日下部村の区域をもって発足。
- 1896年（明治29年）4月1日 - 所属郡が八頭郡に変更。
- 1956年（昭和31年）3月15日 - 八東村と合併し、八頭村が発足。同日安部村廃止。

## 地域

### 教育
安部村立安部小学校

### 歴代村長
吉田君太郎

### 出身者
吉田四郎（実業家、元旭硝子常務）

### 交通
安部駅